# Der Adler – Die Spur des Verbrechens
Der Adler – Die Spur des Verbrechens (Originaltitel: Ørnen: En krimi-odyssé) ist eine dänisch-deutsche Krimiserie, mit drei Staffeln zu je 8 Episoden, die in Deutschland zuerst im ZDF ausgestrahlt wurden.

## Handlung
In Zusammenarbeit mit Interpol und Europol wurde in Kopenhagen eine Spezialeinheit der Polizei gegründet, zu deren Aufgaben es vor allem gehört, internationale Verbrechen und Terrorismus zu bekämpfen. Für die Gruppe wurden die besten Ermittler Dänemarks aus sämtlichen Disziplinen zusammengezogen. Namensgeber der Serie ist dabei der Chefermittler der Einsatztruppe, Hallgrímur Örn Hallgrímsson, mit 36 Jahren jüngster Detective Superintendent der dänischen Polizei, der aufgrund seiner Intuitionen und in Anspielung auf seinen zweiten Vornamen (isländisch Örn) den Beinamen (dänisch) Ørnen ('Der Adler') erhielt.

## Format
Eine Staffel besteht aus jeweils acht Episoden mit einer Länge von je 55 bis 58 Minuten. Für die Erstausstrahlung fügte das ZDF jeweils zwei Episoden zu einer zusammen und kürzte diese Doppelfolgen auf je etwa 90 Minuten. Die dänische Schnittfassung in 24 Episoden ist als so genannter Director’s Cut Basis für die DVD-Edition und wird bei späteren Wiederholungen eingesetzt.
In den einzelnen Folgen werden wiederholt mehrere Handlungsstränge aufgegriffen und parallel zu den Fällen persönliche Geschichten zu den einzelnen Charakteren entwickelt. Alle Episoden einer Staffel bauen dabei dramaturgisch aufeinander auf, so dass die Fälle zumeist erst zum Ende einer Staffel endgültig abgeschlossen sind.
Die Titel der einzelnen Episoden sind aus Codename: gefolgt von einem Begriff der griechischen Mythologie gebildet. Oft ist dieser Codename auch als direkte Anspielung auf die Lebensumstände der einzelnen Protagonisten zu beziehen. So kann die andauernde Suche nach sich selbst, welche die Hauptperson Hallgrímur Hallgrímsson quer durch Europa führt, als moderne Adaption der homer'schen Odyssee angesehen werden (der Untertitel der dänischen Fassung lautet en krimi-odyssé 'eine Krimi-Odyssee').
Die Erstausstrahlung der einzelnen Fälle erfolgte vom 2. Februar 2005 bis zum 18. Februar 2007 im ZDF in der Reihe Sonntagskrimis jeweils sonntags um 22 Uhr. Durchschnittlich verfolgten über vier Millionen Zuschauer die deutschen Erstausstrahlungen, in Dänemark erreichte die Serie einen Marktanteil von bis zu 67,5 Prozent.
Nach dem Ausstieg von Hauptdarsteller Jens Albinus wurde die Serie beendet.

## DVD-Veröffentlichungen
Deutschland
- Staffel 1 erschien am 22. Juni 2007
- Staffel 2 erschien am 26. Oktober 2007
- Staffel 3 erschien am 14. März 2008

## Auszeichnungen
- International Emmy 2005 in der Kategorie Beste Dramaserie
- Adolf-Grimme-Preis 2006 – Nominierung in der Kategorie Serien/Mehrteiler

## Rollen und ihre Darsteller
- Hallgrímur Örn Hallgrímsson, danisiert Hallgrim Ørn Hallgrimsson (Jens Albinus, Synchronsprecher Uwe Büschken) wurde als Sohn seiner dänischen Mutter Gudrun (verstirbt in der ersten Folge) und des isländischen Vaters Egilsson in Reykjavík geboren, hat eine Schwester Jóhanna und beginnt seine Karriere als Offizier beim Militär, bevor er zur Polizei wechselt. Hier ist er zuerst in einer UN-Mission in Palästina tätig, bei der er auch seinen späteren Kollegen Nazim Emre kennenlernt. Nach dieser Mission wird er Chefermittler in der neu gegründeten Spezialeinheit. Während seiner Tätigkeit dort wird er immer wieder von mysteriösen Angstattacken heimgesucht, die sich erst im Verlauf der Serie langsam aufklären. Hallgrimsson war bisher zweimal verheiratet und wird in der Episode 12 Codename: Ithaka wenige Tage vor seinem 40. Geburtstag Vater einer Tochter.
- Thea Nellemann (Ghita Nørby, Synchronsprecherin Isabella Grothe) war Chefin einer Abteilung für internationales Recht im dänischen Justizministerium, bevor sie überraschend zur Leiterin der Spezialeinheit berufen wird. Als Nachfolgerin für Nellemann ist von Beginn an ihre Kollegin Marie Wied vorgesehen, die in ihrer Rolle als Stellvertreterin an Reife gewinnen soll. Thea Nellemann ist verheiratet und hat fünf Kinder sowie elf Enkelkinder. In der dritten Staffel leitet sie für wenige Monate ein neues Balkan-Projekt, bei dem sich eine Affäre mit dem serbischen Innenminister entwickelt. Nach ihrer Rückkehr bereitet sie ihre baldige Pensionierung vor.
- Marie Wied (Marina Bouras, Synchronsprecherin Anne Moll) ist Kommissarin und stellvertretende Leiterin der Spezialeinheit, zuvor war sie Stellvertreterin von Kopenhagens Chefankläger. Nach einer kurzen Liaison mit ihrem Vorgesetzten Martin Howitz wird Marie entgegen allen Erwartungen nicht als Leiterin der Spezialeinheit eingesetzt und vorerst Thea Nellemann untergeordnet. Zu Beginn der Serie hat Wied eine Affäre mit Hallgrimsson.
- Villy Frandsen (Steen Stig Lommer, Synchronsprecher Andreas von der Meden) ist Experte für internationales Wirtschaftsverbrechen, Erfahrungen hat er zuvor schon bei Interpol und als Verbindungsoffizier in Riga gesammelt. Frandsen ist verheiratet, seine Frau, mit der er zwei Söhne hat, stirbt jedoch am Ende der Episode 10 Codename: Thanatos. Sein älterer Sohn ist der Freund von Dittes Tochter Sofie.
- Nazim Emre [Talawi] (Janus Nabil Bakrawi, Synchronsprecher Nicolas König) kennt Hallgrimsson aus seiner Militärzeit, wo die beiden enge Freunde wurden. Aufgrund eines Disziplinarverfahrens ist Marie Wied gegen eine Einstellung von Nazim. Nachdem sich Hallgrimsson jedoch für seinen Freund einsetzt, wird dieser aufgenommen. Nazim ist verheiratet und hat eine Tochter. In der Episode 11 Codename: Minos wird er während eines Einsatzes in Deutschland von einem Gewehrschuss schwer verwundet und stirbt kurz darauf im Krankenhaus.
- Michael Kristensen (David Owe, Synchronsprecher Christian Stark) ist IT-Experte im Ermittlungsteam und mit seinen ausgezeichneten Computerkenntnissen unverzichtbar für die Gruppe. Als er jedoch im Einsatz einen Unschuldigen erschießt, wird er komplett in den Innendienst versetzt und ein Ermittlungsverfahren gegen ihn eingeleitet. In Episode 12 Codename: Ithaka wird er schließlich entlassen und verlässt die Ermittlungsgruppe.
- Ditte Hansen (Susan Olsen, Synchronsprecherin Anke Reitzenstein) ist die Pathologin im Ermittlungsteam. Ihr Ex-Mann Jens arbeitet als Kriminaltechniker ebenfalls bei der Polizei. Seit ihrer Scheidung ist Ditte alleinerziehende Mutter von Sofie, der gemeinsamen (fast) erwachsenen Tochter, die in Episode 9 Codename: Kalypso nach einer Vergewaltigung in der U-Bahn Kopenhagens umherirrt.

## Folgen
| Nummer DK + DVD | Originaltitel       | Erstausstrahlung DK | Nummer D        | Deutscher Titel     | Erstausstrahlung D |
| Sæson/Staffel 1 | Sæson/Staffel 1     | Sæson/Staffel 1     | Sæson/Staffel 1 | Sæson/Staffel 1     | Sæson/Staffel 1    |
| --------------- | ------------------- | ------------------- | --------------- | ------------------- | ------------------ |
| 1               | Kodenavn: Sisyfos   | 10. Oktober 2004    | 1               | Codename: Sisyphus  | 2. Januar 2005     |
| 2               | Kodenavn: Sisyfos   | 17. Oktober 2004    | 1               | Codename: Sisyphus  | 2. Januar 2005     |
| 3               | Kodenavn: Skylla    | 24. Oktober 2004    | 2               | Codename: Skylla    | 9. Januar 2005     |
| 4               | Kodenavn: Ifigenia  | 31. Oktober 2004    | 2               | Codename: Skylla    | 9. Januar 2005     |
| 5               | Kodenavn: Ares      | 7. November 2004    | 3               | Codename: Ares      | 23. Januar 2005    |
| 6               | Kodenavn: Ares      | 14. November 2004   | 3               | Codename: Ares      | 23. Januar 2005    |
| 7               | Kodenavn: Nemesis   | 21. November 2004   | 4               | Codename: Hades     | 30. Januar 2005    |
| 8               | Kodenavn: Hades     | 28. November 2004   | 4               | Codename: Hades     | 30. Januar 2005    |
| Sæson/Staffel 2 |                     |                     |                 |                     |                    |
| 9               | Kodenavn: Kronos    | 9. Oktober 2005     | 5               | Codename: Kronos    | 6. November 2005   |
| 10              | Kodenavn: Kronos    | 16. Oktober 2005    | 5               | Codename: Kronos    | 6. November 2005   |
| 11              | Kodenavn: Erinye    | 23. Oktober 2005    | 6               | Codename: Agamemnon | 13. November 2005  |
| 12              | Kodenavn: Agamemnon | 30. Oktober 2005    | 6               | Codename: Agamemnon | 13. November 2005  |
| 13              | Kodenavn: Agamemnon | 6. November 2005    | 7               | Codename: Tantalus  | 20. November 2005  |
| 14              | Kodenavn: Agamemnon | 13. November 2005   | 7               | Codename: Tantalus  | 20. November 2005  |
| 15              | Kodenavn: Keres     | 20. November 2005   | 8               | Codename: Keres     | 27. November 2005  |
| 16              | Kodenavn: Keres     | 27. November 2005   | 8               | Codename: Keres     | 27. November 2005  |
| Sæson/Staffel 3 |                     |                     |                 |                     |                    |
| 17              | Kodenavn: Kalypso   | 8. Oktober 2006     | 9               | Codename: Kalypso   | 28. Januar 2007    |
| 18              | Kodenavn: Kalypso   | 15. Oktober 2006    | 9               | Codename: Kalypso   | 28. Januar 2007    |
| 19              | Kodenavn: Thanatos  | 22. Oktober 2006    | 10              | Codename: Thanatos  | 4. Februar 2007    |
| 20              | Kodenavn: Thanatos  | 29. Oktober 2006    | 10              | Codename: Thanatos  | 4. Februar 2007    |
| 21              | Kodenavn: Minos     | 5. November 2006    | 11              | Codename: Minos     | 11. Februar 2007   |
| 22              | Kodenavn: Minos     | 12. November 2006   | 11              | Codename: Minos     | 11. Februar 2007   |
| 23              | Kodenavn: Ithaka    | 19. November 2006   | 12              | Codename: Ithaka    | 18. Februar 2007   |
| 24              | Kodenavn: Ithaka    | 26. November 2006   | 12              | Codename: Ithaka    | 18. Februar 2007   |